# Campionati austriaci di sci alpino 1969
I Campionati austriaci di sci alpino 1969 si svolsero a Kaprun tra il 20 e il 23 febbraio; furono assegnati i titoli di discesa libera, slalom gigante, slalom speciale e combinata, sia maschili sia femminili.

## Risultati

### Uomini

#### Discesa libera
| Pos. | Atleta         | Nazione |
| ---- | -------------- | ------- |
| 1    | Karl Cordin    | Austria |
| 2    | Franz Digruber | Austria |
| 3    | David Zwilling | Austria |

Data: 21 febbraio

#### Slalom gigante
| Pos. | Atleta             | Nazione |
| ---- | ------------------ | ------- |
| 1    | Alfred Matt        | Austria |
| 2    | Reinhard Tritscher | Austria |
| 3    | Kurt Berthold      | Austria |

Data: 22 febbraio

#### Slalom speciale
| Pos. | Atleta         | Nazione |
| ---- | -------------- | ------- |
| 1    | Gerhard Riml   | Austria |
| 2    | Alfred Matt    | Austria |
| 3    | Werner Bleiner | Austria |

Data: 23 febbraio

#### Combinata
| Pos. | Atleta       | Nazione |
| ---- | ------------ | ------- |
| 1    | Alfred Matt  | Austria |
| 2    | Gerhard Riml | Austria |
| 3    | Josef Loidl  | Austria |

Data: 21-23 febbraio

Classifica stilata attraverso i piazzamenti ottenuti
in discesa libera, slalom gigante e slalom speciale

### Donne

#### Discesa libera
| Pos. | Atleta         | Nazione |
| ---- | -------------- | ------- |
| 1    | Olga Pall      | Austria |
| 2    | Wiltrud Drexel | Austria |
| 3    | Dora Storm     | Austria |

Data: 21 febbraio

#### Slalom gigante
| Pos. | Atleta                | Nazione |
| ---- | --------------------- | ------- |
| 1    | Heidi Zimmermann      | Austria |
| 2    | Annemarie Moser-Pröll | Austria |
| 3    | Bernadette Rauter     | Austria |

Data: 22 febbraio

#### Slalom speciale
| Pos. | Atleta                | Nazione |
| ---- | --------------------- | ------- |
| 1    | Gertrud Gabl          | Austria |
| 2    | Annemarie Moser-Pröll | Austria |
| 3    | Bernadette Rauter     | Austria |

Data: 20 febbraio

#### Combinata
| Pos. | Atleta                | Nazione |
| ---- | --------------------- | ------- |
| 1    | Annemarie Moser-Pröll | Austria |
| 2    | Bernadette Rauter     | Austria |
| 3    | Heidi Zimmermann      | Austria |

Data: 20-22 febbraio

Classifica stilata attraverso i piazzamenti ottenuti
in discesa libera, slalom gigante e slalom speciale